# ヴィードン・フリース
『ヴィードン・フリース』（Veedon Fleece）は、北アイルランド出身のシンガーソングライター、ヴァン・モリソンが1974年に発表した8作目のスタジオ・アルバム。本作リリース後、モリソンは3年にわたり活動を休止した。

## 背景
モリソンは1973年にジャネット・プラネットと離婚した後、ソロ転向後としては初めて母国の北アイルランドへ帰り、本作のための曲を書き始めた。そしてモリソンはアメリカへ戻り、カリフォルニア州とニューヨークで本作のレコーディングを行った。1973年のツアーでバックを務めた「ザ・カレドニア・ソウル・オーケストラ」は、本作の制作前には解散していたが、ジャック・シュローアー、ジェフ・レイベス、デヴィッド・ヘイズ、ダハード・エリアス・シャー、ネイサン・ルービン、テリー・アダムスといったプレイヤーは、本作のセッションにも引き続き参加した。ジェフ・レイベスは後年、『アンカット』誌のインタビューで本作の音楽性に関して「私にしてみれば、全編が『アストラル・ウィークス』に回帰したアルバムだ。ああいう緩いジャズの感触を持っている」とコメントしている。
モリソンは後のライヴにおいて、本作からの曲を歌うことは少なく、本作に参加したデヴィッド・ヘイズは『アンカット』誌において「これらの曲を表現するには相当な集中力が必要だから、再生させるのは本当に難しい。『ヴィードン・フリース』は正に、その当時を捉えているんだ」と語っている。
2008年発売のリマスターCDには、別テイク2曲がボーナス・トラックとして追加された。そのうち「トワイライト・ゾーン」は、1998年にアウトテイク集『フィロソファーズ・ストーン〜賢者の石』が発売されるまで未発表だった曲である。

## 反響・評価
イギリスでは、1974年11月16日付の全英アルバムチャートで41位を記録。アメリカのBillboard 200では53位に達し、本作からのシングル・ヒットは出なかった。
Jason Ankenyはオールミュージックにおいて5点満点中4.5点を付け「モリソンのカタログ中に数枚存在する、特に忘れ去られた名盤の一つ」「あるアーティストの真の意味での過渡期を反映したアルバムがあるとすれば、それはこの一枚だ」と評している。また、シネイド・オコナーは『サンデイ・エクスプレス』紙の企画において、自分の愛聴盤6作の一つとして本作を挙げ、収録曲「仮面の男」を「私が今まで聴いてきた中でも特に美しい、テロリズムに関する考察」と評している。

## 収録曲
全曲ともヴァン・モリソン作。
1. フェア・プレイ - "Fair Play" – 6:15
2. リンデン・アーデン - "Linden Arden Stole the Highlights" – 2:37
3. 仮面の男 - "Who Was That Masked Man" – 2:54
4. ストリート・オブ・アークロー - "Streets of Arklow" – 4:22
5. ドント・プル・ドント・プッシュ - "You Don't Pull No Punches, but You Don't Push the River" – 8:50
6. バルブス - "Bulbs" – 4:18
7. カル・デ・サック - "Cul de Sac" – 5:50
8. 故郷の君 - "Comfort You" – 4:24
9. 恋人よここにおいで - "Come Here My Love" – 2:20
10. カントリー・フェア - "Country Fair" – 5:42

### 2008年リマスターCDボーナス・トラック
1. トワイライト・ゾーン（オルタネイティヴ・テイク） - "Twilight Zone (Alternate take)"
2. カル・デ・サック（オルタネイティヴ・テイク） - "Cul de Sac (Alternate take)"

## 参加ミュージシャン
- ヴァン・モリソン - ボーカル、ギター
- ジャック・シュローアー - ソプラノ・サクソフォーン
- ジェフ・レイベス - キーボード、ストリングス・アレンジ
- ジェイムス・トランボ - キーボード
- ジョン・トロペイ - ギター
- ラルフ・ウォルシュ - ギター
- デヴィッド・ヘイズ - ベース
- ジョー・マッチョ - ベース
- ダハード・エリアス・シャー - ドラムス
- アラン・シュウォルツバーグ - ドラムス
- ジム・ロザーメル - フルート、リコーダー
- ネイサン・ルービン - ストリングス
- テリー・アダムス - ストリングス